# Philippe Halsman
Philippe Halsman (latv. Filips Halsmans, njem. Philipp Halsmann; Riga, 2. svibnja 1906. – New York, 25. lipnja 1979.) američki portretni fotograf. Rodio se u dijelu Ruskog Carstva koje je kasnije postalo Latvija.

## Život i rad
Halsman se rodio u Rigi u židovskoj obitelji; njegov otac, Morduch (Maks) Halsman, bio je stomatolog, a majka, Ita Grintuch, ravnateljica osnovne škole. Godine 1910. rodila mu se sestra Liouba. Studirao je električno inženjerstvo u Dresdenu.
U rujnu 1928. 22-godišnji Halsman je bio optužen za oceubojstvo dok je bio na izletu u Tirolu, u kojem je tada vladao antisemitizam. Nakon suđenja koje se temeljilo na indicijama, Halsman je bio osuđen na četiri godine zatvora. Njegova obitelj, prijatelji i odvjetnici su radili na tome da ga oslobode, u čemu su imali potporu važnih europskih intelektualaca kao što su Sigmund Freud, Albert Einstein, Thomas Mann, Jakob Wassermann, Erich Fromm, Paul Painlevé, Heinrich Eduard Jacob i Rudolf Olden. Halsman je proveo dvije godine u zatvoru, gdje je obolio od sušice; pisma iz tog razdoblja su objavljena 1930. kao knjiga Briefe aus der Haft an eine Freundin. Iste godine u listopadu pomilovao ga je austrijski predsjednik Wilhelm Miklas, te je pušten iz zatvora.
Halsman je nakon toga napustio Austriju i otišao u Francusku. Počeo je raditi za modne časopise kao što je Vogue, te je uskoro stekao ugled kao jedan od najboljih portretnih fotografa u Francuskoj, poznat po slikama koje su bile jasne, bez mekog fokusiranja koje je tada bilo popularno, i po pažljivo obrezanim slikama. Kad je Njemačka napala Francusku, Halsman je pobjegao u Marseille. Na kraju je uspio dobiti američku vizu zahvaljujući obiteljskom prijatelju A. Einsteinu.
Halsman je doživio prvi uspjeh radeći za kozmetičku kompaniju Elizabeth Arden: iskoristio je sliku modela Constance Ford nasuprot američke zastave u promotivnoj kampanji za ruž Victory Red. Godinu kasnije, 1942., počeo je raditi za časopis Life fotografirajući dizajne šešira; portret modela sa šeširom dizajnerice Lilly Daché bila je njegova prva naslovnica za Life.
Godine 1941. Halsman je upoznao nadrealističkog umjetnika Salvadora Dalíja; započeli su suradnju kasnih 1940-ih. Fotografija iz 1948., Dalí Atomicus, istražuje ideju prekida, prikazujući tri mačke u letu, kantu bačene vode i Dalíja u zraku. Naslov fotografije je aluzija na Dalíjevu sliku Leda Atomica koja se može vidjeti desno na fotografiji iza dvije mačke. Halsman je izjavio da im je trebalo 28 pokušaja prije nego što su dobili željeni rezultat. Halsman i Dalí su na kraju izdali pregled njihove suradnje 1954. u knjizi Dalijevi brkovi, u kojoj se može naći 36 različitih pogleda na umjetnikove karakteristične brkove. Njihova druga poznata suradnje je In Voluptas Mors, nadrealistički portret Dalíja pokraj velike lubanje, koja je ustvari tzv. živa slika (ili tableau vivant), koja se sastoji od sedam nagih modela. Halsmanu je bilo potrebno tri sata da postavi modele prema Dalíjevoj skici. Tijekom godina su se pojavile različite rekonstrukcije i aluzije na In Voluptas Mors; najpoznatija verzija je suptilno iskorištena za plakat filma Kad jaganjci utihnu, dok se upadljiva rekonstrukcija pojavila na promotivnom plakatu za film Špilja užasa iz 2005.
Godine 1947. Halsman je stvorio fotografiju koja će postati jedna od njegovih najpoznatijih radova: tužnog Alberta Einsteina koji je tijekom snimanja izrazio kajanje zbog svoje uloge u stvaranju atomske bombe u SAD-u. Fotografija se pojavila 1966. na američkoj poštanskoj marki i 1999. na naslovnici časopisa Time, kad su Einsteina proglasili "osobom stoljeća".
NBC je 1951. angažirao Halsmana da fotografira popularne komičare tog vremena, uključujući Miltona Berlea, Sida Caesara, Groucha Marxa i Boba Hopea. Mnoge od njih je snimio u skoku, što ga je inspiriralo da tako snimi i druge poznate osobe kao što su obitelj Ford, Eduarda VIII. i njegovu suprugu Wallis Simpson, Marilyn Monroe, Maríu Félix i Richarda Nixona.
Halsman: "Kad zamoliš osobu da skoči, njegova pažnja je većinom usmjerena na čin skakanja, čime pada maska i pojavljuje se stvarna osoba." Fotograf je razvio filozofiju fotografije skoka (engl. jump), koju je nazvao jumpology. Godine 1959. je izdao knjigu Philippe Halsman's Jump Book koja sadrži ironičnu raspravu o filozofiji skoka i 178 fotografija poznatih skakača.
Ostale poznate osobe koje je fotografirao Halsman su: Alfred Hitchcock, komičarski duo Martin and Lewis (Dean Martin i Jerry Lewis), Judy Garland, Winston Churchill, Marilyn Monroe, Dorothy Dandridge, Pablo Picasso i Jean Cocteau. Mnoge od tih fotografije su se pojavile na naslovnici časopisa Life, a u njima često upotrebljava svojih šest pravila fotografije.
Godine 1952. Halsman je dvaput fotografirao Johna F. Kennedyja. Prva fotografija se pojavila na omotu prvobitnog izdanja Kennedyjeve knjige Profiles in Courage, a druga je iskorištena u njegovoj predizbornoj kampanji za senatora.
Godine 1958. Halsman se pojavio na popisu "deset najvećih fotografa na svijetu" časopisa Popular Photography, a 1975. je primio nagradu za životno djelo Američkog društva časopisnih fotografa, za koje je bio izabran kao prvi predsjednik 1945. Također je održao mnogo velikih izložbi u svijetu.
Godine 2007. u filmu Jump! Halsmana je portretirao glumac Ben Silverstone.

## Halsmanovih šest pravila fotografije
U svojoj knjizi iz 1961., Halsman on the Creation of Photographic Ideas, raspravlja o načinima na koje fotografi mogu stvoriti neobične fotografije slijedeći ovih šest pravila:
- pravilo direktnog pristupa
- pravilo neobične tehnike
- pravilo dodane neobične osobine
- pravilo nedostajuće osobine
- pravilo izmiješanih osobina
- pravilo doslovne ili ideografske metode

U prvom pravilu Halsman objašnjava da izravnost i jednostavnost stvara snažnu fotografiju.
Prema drugom pravilu, obični i nezanimljivi subjekti se mogu učiniti zanimljivima i neobičnima korištenjem raznih fotografskih tehnika kao što su neobično osvjetljenje, kut, kompozicija, itd.
Treće pravilo predstavlja trud fotografa da uhvati pažnju publike. On nastoji privući pogled publike na nešto neočekivano nekom neobičnom osobinom ili rekvizitom na fotografiji. Npr. fotografija dječaka koji drži ručnu granatu, koju je snimila Diane Arbus.
Halsmanovo četvrto pravilo "nedostajuće osobine" stimulira promatrača da ide protiv svojih očekivanja.
Peto pravilo zadužuje fotografa da kombinira druga pravila s ciljem dodavanja originalnosti u svojoj fotografiji.
Napokon, Halsmanova doslovna ili ideografska metoda: fotograf ilustrira poruku u fotografiji prikazujući subjekt najjasnije što može.